# Marie de Gournay
Marie de Gournay (fil), Marie Le Jars de Gournay, född 1565, död 1645, var en fransk författare och feminist. Hon skrev romaner och utgav även andra litterära arbeten. Hon var en beundrare av Michel de Montaigne och är känd som kommentator av hans verk. Hon utgav två uppmärksammade feministiska arbeten. Hon beskrev de negativa följderna av att dåtida kvinnors brist på självständighet och utlämnande åt män, och förespråkade utbildning för kvinnor. 